# Museo anatomico Leonetto Comparini
Il Museo anatomico "Leonetto Comparini" raccoglie antichi preparati, modelli in cera e strumenti utilizzati per lo studio e l'insegnamento dell'anatomia. Si trova a Siena, all'interno del Polo scientifico universitario San Miniato. Fa parte del Sistema Museale Universitario Senese (SIMUS) dell'Università di Siena.

## Storia
Il Museo anatomico senese viene fatto risalire al 1862 con i preparati di Paolo Mascagni, incrementato poi da Girolamo Grifoni e da Salvatore Gabbrielli, entrambi disettori al servizio di Giovanni Battista Vaselli, che nel 1850 aveva già assunto il titolo di "Museo Anatomico Praefectus", denominazione che presuppone lo svolgimento di attività didattiche e di conservazione di preparati. Nel 1883 Guglielmo Romiti, con l'aiuto del dissettore Pilade Lachi, pubblicò il Catalogo ragionato del Museo anatomico della Regia Università di Siena.
Alla fine degli anni ottanta l'Istituto Anatomico Senese si distingueva sia nella ricerca che nella valorizzazione del proprio museo, con la sua collezione di mille crani, cervelli, oltre ad una raccolta microscopica ed una embriologica. I suoi locali, collocati nell'antico ospedale Santa Maria della Scala, divennero nell'Ottocento insufficienti, ma grazie a finanziamenti di enti cittadini e di contribuenti senesi, fu costruita nel 1895 una nuova sede fuori Porta Laterina. Preparati, modelli, strumentaria, arredi e tavole anatomiche si aggiunsero al cosiddetto “patrimonio Mascagni”, oggi quasi interamente conservato presso il Museo di Storia Naturale dell'Accademia dei Fisiocritici, nella sala a lui dedicata.
Il Museo anatomico è stato intitolato a Leonetto Comparini, docente di Anatomia presso l'ateneo senese, ha diretto l'Istituto di Anatomia Umana Normale, dal 1966 al 1997.
Grazie ad un nuovo allestimento, il Museo anatomico ha trovato dal 2001 nuovi spazi presso il Polo Scientifico di San Miniato, diventando uno strumento didattico per l'insegnamento dell'Anatomia agli studenti universitari e a quelli di ogni ordine e grado.

## Percorso
Il percorso museale si articola attraverso tre sale e un corridoio:
- Sala I. Sala dei Preparati in formalina, qui si possono osservare alcuni scheletri umani di varia età perfettamente conservati, strumenti scientifici di diverse epoche (microscopi monoculari in ottone, apparecchi fotografici con soffietto, microtomi a slitta e strumenti per la dissezione), feti e organi conservati in formalina e una consistente collezione di scheletri di feti normali e patologici risalenti circa al 1881, in un percorso didattico sulla storia dell'anatomia.
- Sala II e III. Sala delle ossa e Sala dei microscopi, spazi che ospitano una collezione craniologia del XIX secolo che riveste, per provenienza e quantità, un interesse scientifico internazionale.
- Corridoio. Esposizione di collezioni di preparati a secco di anatomia normale, serie di modelli realizzati con la tecnica della ceroplastica e una collezione di oltre 300 crani di feti e di neonati risalente al XIX secolo. Vi si trova anche una ricca raccolta di oltre 400 tavole anatomiche datate a partire dal 1784.

## Attività didattica
Le aule sono utilizzate dai docenti di Anatomia e di Storia della Medicina per gli studenti di Laurea magistrale in medicina e chirurgia e delle Lauree delle professioni sanitarie. È consentito lo studio delle ossa umane da parte degli studenti universitari, occasione unica di apprendimento diretto. Nella Sala dei microscopi sono tenute lezioni di anatomia microscopica grazie anche alla presenza di microscopi ottici, dotati di telecamera digitale.
Dall'anno accademico 2011-2012 il museo è impegnato nel progetto ESCAC (Educazione scientifica per una cittadinanza attiva e consapevole), realizzato dall'Università di Siena, attraverso il Sistema museale universitario senese (SIMUS), e dalla Fondazione musei senesi.